# Colfontaine
Colfontaine (in piccardo Colfontinne) è un comune belga di 19 998 abitanti, situato nella provincia vallona dell'Hainaut.

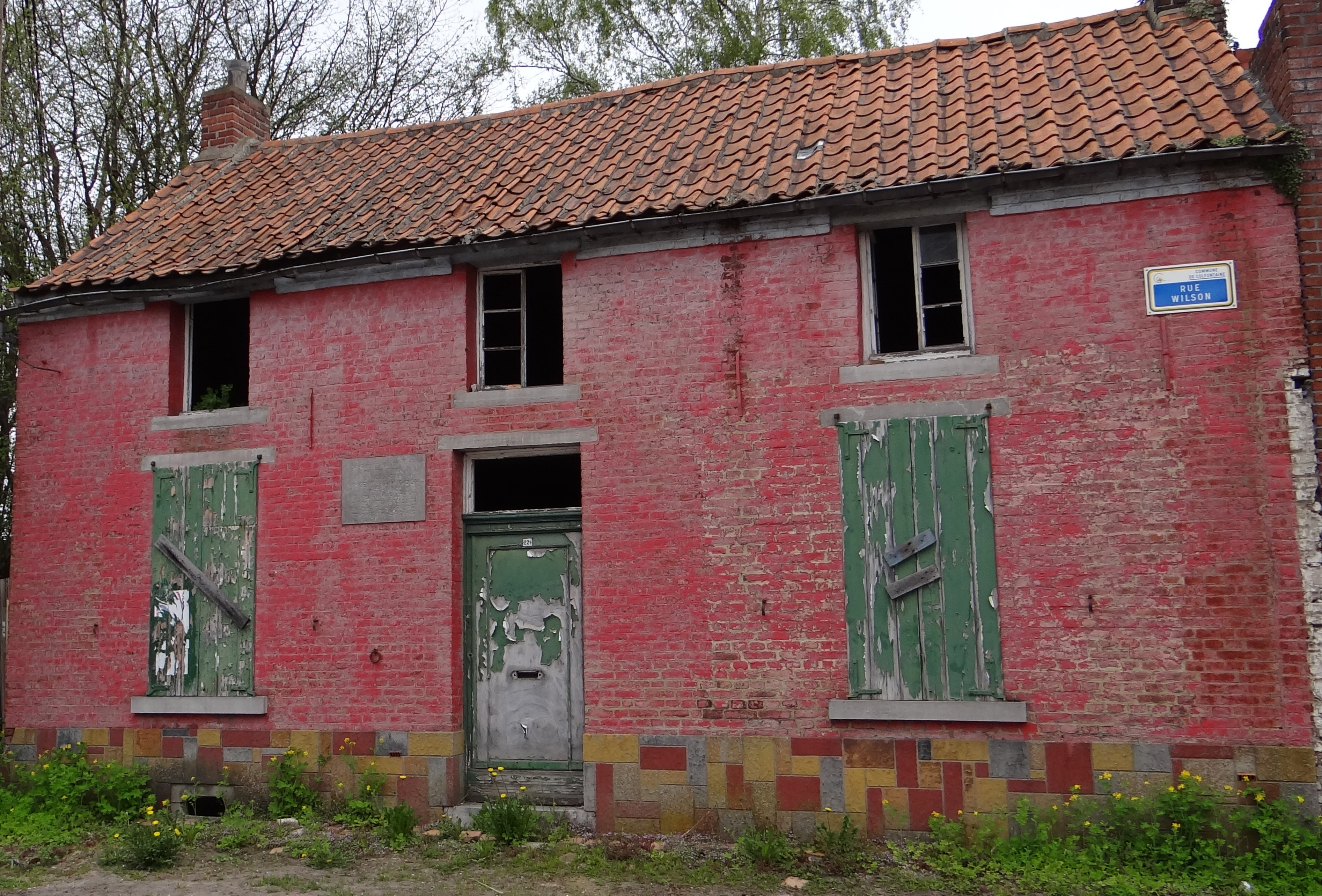
Vincent van Gogh - 1878 1879 - Wasmes - Casa del fornaio Denis - Angolo via du petit-Wasmes e via Wilson

## Amministrazione

### Gemellaggi
- Serradifalco, dal 1984